# Imperializem
Imperialízem (lat. imperialis = cesarski) bi lahko najbolj osnovno opredelili kot obliko vladanja, ki temelji na vojaški sili. V najširšem pomenu pa je to lahko podaljšanje ali širjenje vladavine enega, praviloma močnejšega politično državnega organa nad drugim. Ta opredelitev vključuje antične imperije. Lahko pa imperializem opredeljuje tudi monopolistično obdobje kapitalizma, ki se začne koncem 19. stoletja. To je tudi obdobje, ko lahko govorimo o končni dominaciji kapitalističnega načina proizvodnje.
Zgodovinsko opredelitev imperializma gre iskati še v predkolonialni dobi. Pred 15. stoletjem, torej še pred začetkom kolonializma, je bil imperializem uperjen predvsem k razširitvi imperialističnih držav na sosednja ozemlja antičnega sveta. Toda novo obeležje je dobil zlasti v dobi evropske kolonialne ekspanzije, ko ta pojem postane oznaka za neenakopravne odnose med vladajočimi in vladanimi človeškimi skupnostmi. 
Lenin je teoretično dokazal, da je imperializem povezan z določeno razvojno stopnjo kapitalizma, ko le-ta zgodovinsko dozori in se razširi prek državnih meja.

## Vzroki imperializma
Imperializem ima številne vzroke, vendar je glavnega mogoče določiti v družbenih in ekonomskih spremembah, ki jih je zaznati v danem zgodovinskem obdobju. Zelo tesno je povezan s kolonializmom, saj ga lahko, nenazadnje, opredelimo kot specifično obdobje kolonialističnega procesa. Med vzroke bi lahko na grobo vključili:
- prepričanje o večvrednosti bele rase, oziroma pripadnikov imperija
- evropocentrizem in prepričanje o moralni, kulturni superiornosti,
- postane način sproščanja notranjepolitičnih napetosti oziroma napetosti dozorevajočega kapitalizma,
- pomeni tudi pridobivanje tržišč in uvoz surovin,
- semkaj lahko vključimo željo po prevladi, ki je bila značilna za tedanje močne evropske in druge kolonialistične države,
- tako kot kolonializem ima tudi imperializem delni vzrok v zamisli o širjenju krščanstva oziroma v verski vnemi,
- deklerativno širjenje demokracije,
- zagotovo so imele imperialistične države tudi tehnično in vojaško premoč.

Zaradi imperializma lahko govorimo o obdobju svetovne enotnosti oziroma o premiku celega sveta k enotni kulturi v civilizaciji, kar je sicer temeljilo na dialektičnem odnosu med kolonizatorji (nadrejenimi) in koloniziranimi (podrejenimi). Govorimo lahko o Pax Europaea. Večji del razmišljanj o imperijih nastaja na političnem polju socialistov.
Imperializem je tudi pomemben pogled na svet, saj objasnjuje družbeni mehanizem izobraževanja, selitev in urejanja tako kolonij kot podložnih narodov. Imperij, tudi Otomanski ali Rimski, temelji tako na državni kot lastniški ureditvi vladajočih slojev, pa tudi na množični kulturi državljanov, ki četudi niso vladajoči, pridobivajo moč, ugled ter višji standard življenja kot nagrado za zvestobo in pripadnost imperiju.

## Zaton evropskega imperializma
Evropska premoč je že v času imperializma, paradoksalno, tonila. Konec 19. stoletja sta se kolonialni tekmi pridružile Združene države Amerike in Japonska, kar je oslabilo evropske kolonialistične države. Prelomnico pa predstavlja prva svetovna vojna, ki jo je mogoče opisati kot državljansko vojno med kolonialnimi metropolami. Po vojni je bila razbita enotna fronta evropskega kolonializma, demonstrirana je bila evropska neenotnost, iz vojne je kot država velikanka izšla Sovjetska zveza, ki je razbila še enotnost svetovnega kapitalističnega sistema. Sovjetska zveza je postala vzor številnim koloniziranim državam, predvsem zaradi političnih in gospodarskih uspehov začetnega sovjetskega modela.

## Imperializem Združenih držav Amerike
Združene države Amerike so nastale kot podaljšek Evrope in je ob dekolonizaciji pokazala lastne, neodvisne imperialne in imperialistične ambicije ter postala specifična kolonialna sila. Njena moč pa je rasla vzporedno z zatonom moči zahodnoevropskih kolonialnih metropol. Pravzaprav velja, da so ZDA v nekem smislu že od začetka imperialna sila, predvsem na račun svojega nastanka (nastajale so iz ekspanzije) in vzpona kot države velikanke. 
Ločimo lahko dve obliki ameriškega imperija: 
- Prvi je nastal zelo zgodaj in se je manifestiral v nadzorstvu nad vrsto držav. Pod njihovo interesno sfero je sodila celotna Latinska Amerika, kjer so z razglasitvijo tako imenovane Monrojeve doktrine prevzele vlogo nadzornika. Ob koncu 19. stoletja so ZDA prevzele neposredno gospostvo nad nekaterimi španskimi kolonijami. Po drugi svetovni vojni so ZDA zgradile širok sistem baz in oporišč, kar je služilo tudi pri nadzoru držav v mednarodnem političnem postopanju, zelo močno so bile udeležene tudi s svojim kapitalom.
- Druga oblika je bolj subtilna in je bolj prisotna v drugi polovici 20. stoletja, pa vse do danes. Gre za premoč gospodarstva ZDA v tehnologiji in ne samo v razpoložljivem kapitalu. V tej vlogi delujejo ZDA kot ustvarjalec statusa quo v relaciji med središčem in periferijo imperija, v odnosu med posameznimi narodi, prav tako pa tudi kot dejavnik univerzalizacije sveta.

Ob razmišljanju o imperializmu ZDA je pomembno naslavljati odgovornost držav v Organizaciji združenih narodov, ki močno oblikujejo politiko in prakso svetovne politike. Etika in množični prepleti finančnih interesov niso vedno sinhroni z mednarodno politiko.

## Imperializem v komunistični teoriji
Prvi, ki je teoretično povezal imperializem s stadijem kapitalizma, je bil John S. Hobson, ki je 1902. leta izdal knjigo Imperializem, v kateri je zapisal, da veliki dohodki, ki so se akumulirali v deželah, kot je Anglija, ne morejo biti vsi porabljeni doma. Tezo je prevzel Rudolf Hilferding, avtor knjige Das Finanzkapital (l. 1910). Nato je o tem pisala še Rosa Luxemburg v delu Akumulacija kapitala (1913). Lenin pa je med drugim znan po svojem delu Imperializem kot najvišji stadij kapitalizma (1916), v katerem je predstavil svojo teorijo oziroma pojasniti nastanek novega stanja, ki je pripeljalo do prve svetovne vojne. Po njegovem prepričanju ima to obdobje kapitalizma sledeče značilnosti:
- koncentracija kapitala in proizvodnje je dosegla tako visoko stopnjo, da so nastali monopoli, ki postanejo ključni v gospodarstvu,
- bančni kapital je tesno povezan z industrijskim kapitalom, na podlagi česar nastaja finančni kapital in finančna oligarhija, ki je vplivna tako v gospodarstvu kot v politiki,
- izjemno pomemben postane izvor kapitala (zlasti v odnosu do izvoza blaga),
- nastanejo mednarodna združenja kapitala, katerih cilj je medsebojna razdelitev sveta,
- konec ozemeljske delitve sveta med največje kapitalistične države.

Lenin je imperializem označil za »predvečer socialne revolucije proletariata«. Sicer pa je v delu povezal imperializem s pojavnimi oblikami evropskega kolonializma in spoznal, da je bila kolonialna ekspanzija preveč neenakomerna in je potekala v prid močnejših držav, zato so se številne države čutile prikrajšane, kar je eden od vzrokov za izbruh prve svetovne vojne.
Slovenski komunizem je bil močno povezan s protiimperialističnim zanosom. Ob napadu na Sovjetsko zvezo in kasneje Jugoslavijo je osvobodilno gibanje bilo imenovano Protiimperialistična fronta, kasneje se je imenovala Narodnoosvobodilna fronta.
Čeprav se je Sovjetska zveza razglašala za »protiimperialistično«, je v resnici imela vse prvine imperija oz. je nadaljevala politiko ruskega imperializma in podjarmila večje število narodov in držav ter svoj vpliv agresivno širila izven svojih meja.

## Libido imperandi
Nekateri misleci in znanstveniki so imperializem povezovali s pojavom, ki so ga poimenovali libido imperandi, kar bi lahko slovenili kot poželenje po gospodovalnosti, ukazovanju. To naj bi bil del človekove narave in tako tudi družbe, kar se odraža v politiki. Mnogi filozofi, med njimi Tukidid, so poskušali iskati celo zdravilo zanj. Tukidid je našel dve zdravili: (1) moralno (od razumne blagosti do milosti) in (2) fizično (ravnovesje ali enotnost, kar lahko povzroči moralno rešitev: pravico).